# Бетті-Крік 18
Бетті-Крік 18 (англ. Betty Creek 18) — індіанська резервація в Канаді, у провінції Британська Колумбія, у межах регіонального округу Карібу.

## Населення
За даними перепису 2016 року, індіанська резервація не ма постійного населення.

## Клімат
Середня річна температура становить 1,6°C, середня максимальна – 15,7°C, а середня мінімальна – -15,1°C. Середня річна кількість опадів – 530 мм.
| Клімат поселення                              | Клімат поселення | Клімат поселення | Клімат поселення | Клімат поселення | Клімат поселення | Клімат поселення | Клімат поселення | Клімат поселення | Клімат поселення | Клімат поселення | Клімат поселення | Клімат поселення | Клімат поселення |
| Показник                                      | Січ.             | Лют.             | Бер.             | Квіт.            | Трав.            | Черв.            | Лип.             | Серп.            | Вер.             | Жовт.            | Лист.            | Груд.            |                  |
| Середній максимум, °C                         | −2,15            | −0,07            | 3,44             | 7,52             | 12,00            | 15,64            | 15,71            | 15,74            | 12,04            | 7,00             | 0,22             | −3,92            |                  |
| Середня температура, °C                       | −8,63            | −6,54            | −3,06            | 1,06             | 5,51             | 9,16             | 11,57            | 11,58            | 7,89             | 2,84             | −3,92            | −8,08            |                  |
| Середній мінімум, °C                          | −15,1            | −13,03           | −9,52            | −5,43            | −0,97            | 2,68             | 7,41             | 7,43             | 3,74             | −1,31            | −8,08            | −12,24           |                  |
| Норма опадів, мм                              | 51               | 31               | 27               | 24               | 38               | 54               | 51               | 43               | 41               | 54               | 62               | 54               |                  |
| Середньомісячна швидкість вітру, м/с          | 1.88             | 1.94             | 2.12             | 2.36             | 2.38             | 2.40             | 2.32             | 2.10             | 2.03             | 2.13             | 2.10             | 1.80             |                  |
| Середньомісячна сонячна радіація, кДж/м²·день | 2692             | 5322             | 9852             | 14480            | 18038            | 19554            | 19558            | 16494            | 11352            | 6108             | 2974             | 1973             |                  |
| --------------------------------------------- | ---------------- | ---------------- | ---------------- | ---------------- | ---------------- | ---------------- | ---------------- | ---------------- | ---------------- | ---------------- | ---------------- | ---------------- | ---------------- |
| Джерело:                                      |                  |                  |                  |                  |                  |                  |                  |                  |                  |                  |                  |                  |                  |